# HSBA Hamburg School of Business Administration
Die HSBA Hamburg School of Business Administration (Abkürzung: HSBA) ist eine private duale Hochschule in Hamburg. Sie wurde im Jahr 2004 von der Handelskammer Hamburg gegründet. Sie wird von der HSBA Hamburg School of Business Administration gemeinnützige GmbH getragen. Seit 2019 sind die Versammlung Eines Ehrbaren Kaufmanns (VEEK) und die HSBA Alumni Association an der Hochschule beteiligt.

## Geschichte
Die HSBA ist hervorgegangen aus dem „Hamburger Modell“, das 1975 Hamburger Unternehmen in Zusammenarbeit mit der Handelskammer Hamburg unter bewusstem Verzicht auf eine staatliche Anerkennung entwickelt hatten. Ziel war es, Studierende zu international einsetzbaren Führungskräften auszubilden und dabei Studium und praktisches Arbeiten zu verbinden. 20 Wochen fanden dabei an der Wirtschaftsakademie Hamburg statt, 32 Wochen in einem Wirtschafts- oder Medienunternehmen. 2004 wurde vor dem Hintergrund des Bologna-Prozesses der Studienbetrieb der Wirtschaftsakademie eingestellt und auf der Grundlage des Hamburgischen Hochschulgesetzes die HSBA als Nachfolgeeinrichtung eröffnet. Gründungspräsident war Hans-Jörg Schmidt-Trenz und erster Kuratoriumsvorsitzender Karl-Joachim Dreyer.

## Organisation

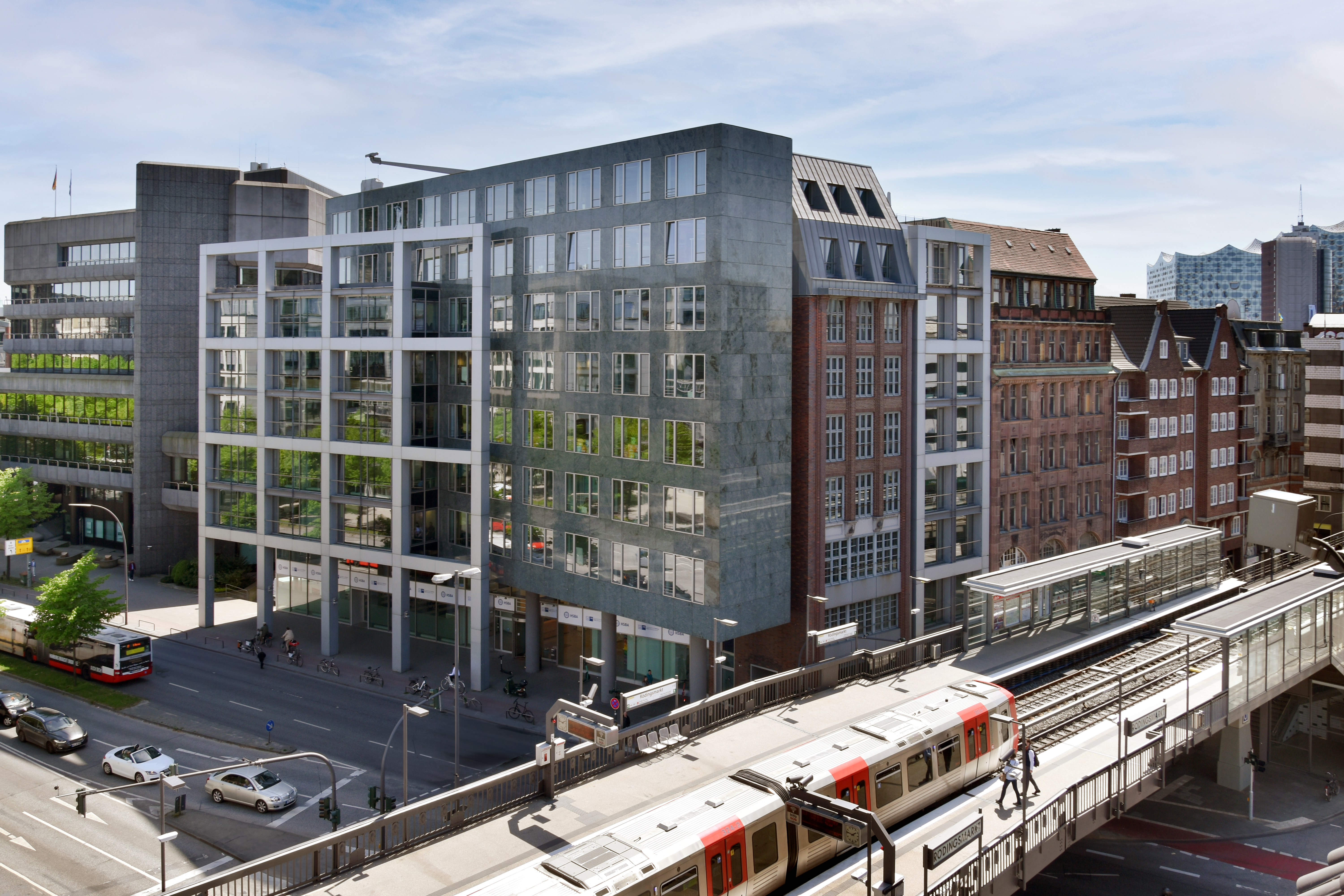
Der Campus der HSBA im Herzen Hamburgs

Das Präsidium besteht aus dem Präsidenten und zwei Vizepräsidenten. Die Geschäftsführung besteht aus zwei Geschäftsführern und dem Präsidenten. Das Kuratorium ist das wichtigste Beratungsgremium und mit Vertretern der Hamburger Wirtschaft und an der Hochschule beteiligter Unternehmen besetzt; im Hochschulrat sind neben Hochschulleitung und Professoren auch die Studierenden vertreten.

## Studium und Lehre
Die Studiengänge sind von der FIBAA akkreditiert, die HSBA selbst wurde am 29. Mai 2009 durch den Wissenschaftsrat institutionell akkreditiert und am 28. Oktober 2013 und am 10. Mai 2019 unter Auflagen reakkreditiert. Sie arbeitet mit rund 300 Unternehmen aus verschiedenen Branchen zusammen. Die dreijährigen dualen Bachelor-Studiengänge Business Administration (B.Sc.), Business Informatics (B.Sc.), International Management (B.Sc.) sowie Logistics Management (B.Sc.) sind mit den teilnehmenden Unternehmen entwickelt worden. Die Vorlesungen finden zu etwa 25 % in englischer Sprache statt, die Studiengänge International Management und Logistics Management werden vollständig in englischer Sprache abgehalten.
Die HSBA bietet außerdem auch die Master-Studiengänge Business Administration (MBA), Innovation Management (M.Sc.) und Digital Transformation & Sustainability (M.Sc.) an. Sie richten sich an Bachelor-Absolventen, die ihr Studium bereits in einer wirtschaftswissenschaftlichen Fachrichtung absolviert haben.

## Forschung
Anfang 2007 wurde die HSBA-Stiftung gegründet, um anwendungs- und standortbezogene Forschungsvorhaben von HSBA-Professorinnen und Professoren zu fördern.

## Internationales, Standort und Ranking
Die HSBA kooperiert mit vielen Hochschulen in anderen Ländern. Die Europäische Kommission hat der HSBA im Jahr 2009 die Erasmus Universitäts-Charta verliehen, was Studierenden finanzielle Zuschüsse für Auslandsaufenthalte sowie die Teilnahme an den Aktivitäten des Erasmus-Netzwerkes in 31 Ländern ermöglicht.
Die Vorlesungen finden am Campus in der Willy-Brandt-Straße 75 statt. Das Gebäude befindet sich in der Hamburger Innenstadt, direkt an der U-Bahn Station Rödingsmarkt.
Die HSBA beteiligt sich am CHE-Ranking und ist in 11 von 15 Kategorien in den betriebswirtschaftlichen Bachelorstudiengängen in der jeweiligen Spitzengruppe vertreten.